# 三段峽站

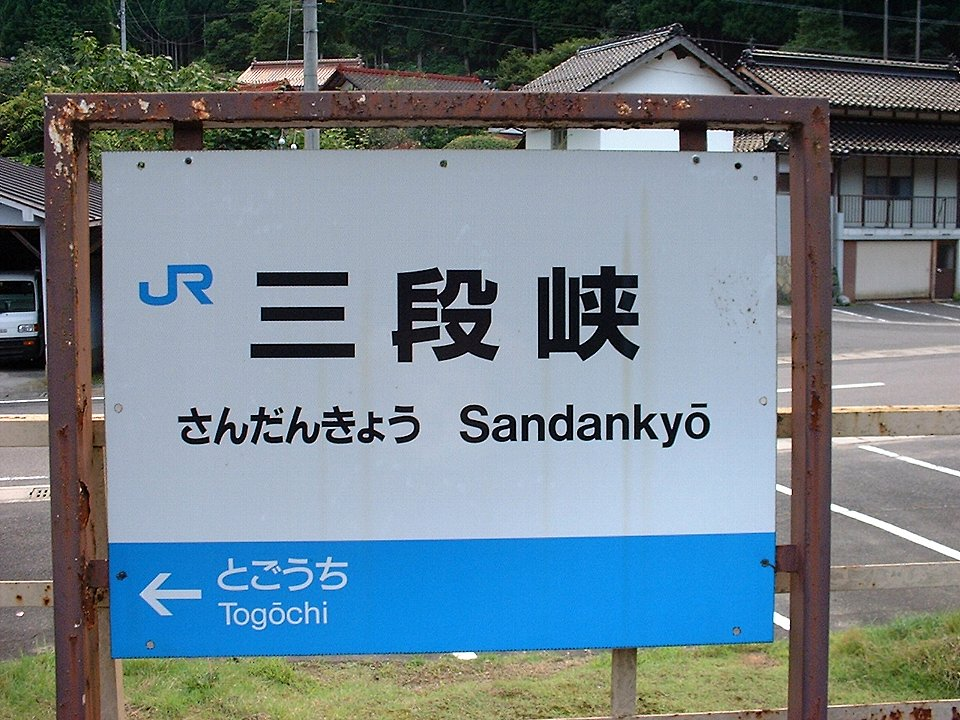
站牌（2003年8月）

三段峽站（日语：／ Sandankyō eki */?）是位於廣島縣山縣郡戶河內町（現時：安藝太田町），西日本旅客鐵道（JR西日本）可部線的鐵路車站（廢站）。

## 歷史
在1969年（昭和44年），日本國有鐵道可部線加計站延伸至此站時開設此站。隨後，曾經繼續從此站繼續延伸至島根縣的濱田站，當時建設路線名稱為今福線。在1980年（昭和55年）實施國鐵再建法後，建設工程中止了。
在1970年代，特別是紅葉季節的假日，當時會有十分多乘客前往三段峽觀光，當時一列4卡編成的柴油列車會以滿客列車的狀態到達此站，而平日的客量反而十分少，不同日子的落差較大。而每日的客量人次平均為100人，平日半數以上的乘客都是前往戶河內的中小學生。雖然通勤上學的兒童使用鐵路服務，證明了鐵路是該地區的重要交通工具，但是這些學生主要是使用平價的「通學定期票」，管理事務所並沒有為提高營業係數做出貢獻，更已經惡化到「愚蠢到我不想計算」的地步。
在站舍拆毀後，車站遺址建設了安藝太田町的交流設施（三段峽交流廣場）。在廣場內設有三段峽站紀念碑。在紀念碑的止衝擋不是車站當時的型號（第4種止衝擋），而是第3種止衝擋。另外，廣場附近設有廣電巴士三段峽巴士站，停靠該站的巴士路線可前往廣島巴士中心。

### 年表
- 1969年（昭和44年）7月27日：國鐵可部線 加計站至三段峽站之間開通，此站啟用，當時為客運車站和業務委託車站[1][2]。
- 1985年（昭和60年）2月1日：成為無人車站[4]（繼續由加計站管理的車站，於此站繼續發售車票，簡易委托車站）
- 1987年（昭和62年）4月1日：伴隨國鐵分割民營化，車站由西日本旅客鐵道（JR西日本）營運[1]。
- 2003年（平成15年）12月1日：車站廢除。
- 2005年（平成17年）：站舍被拆毀。

## 車站構造

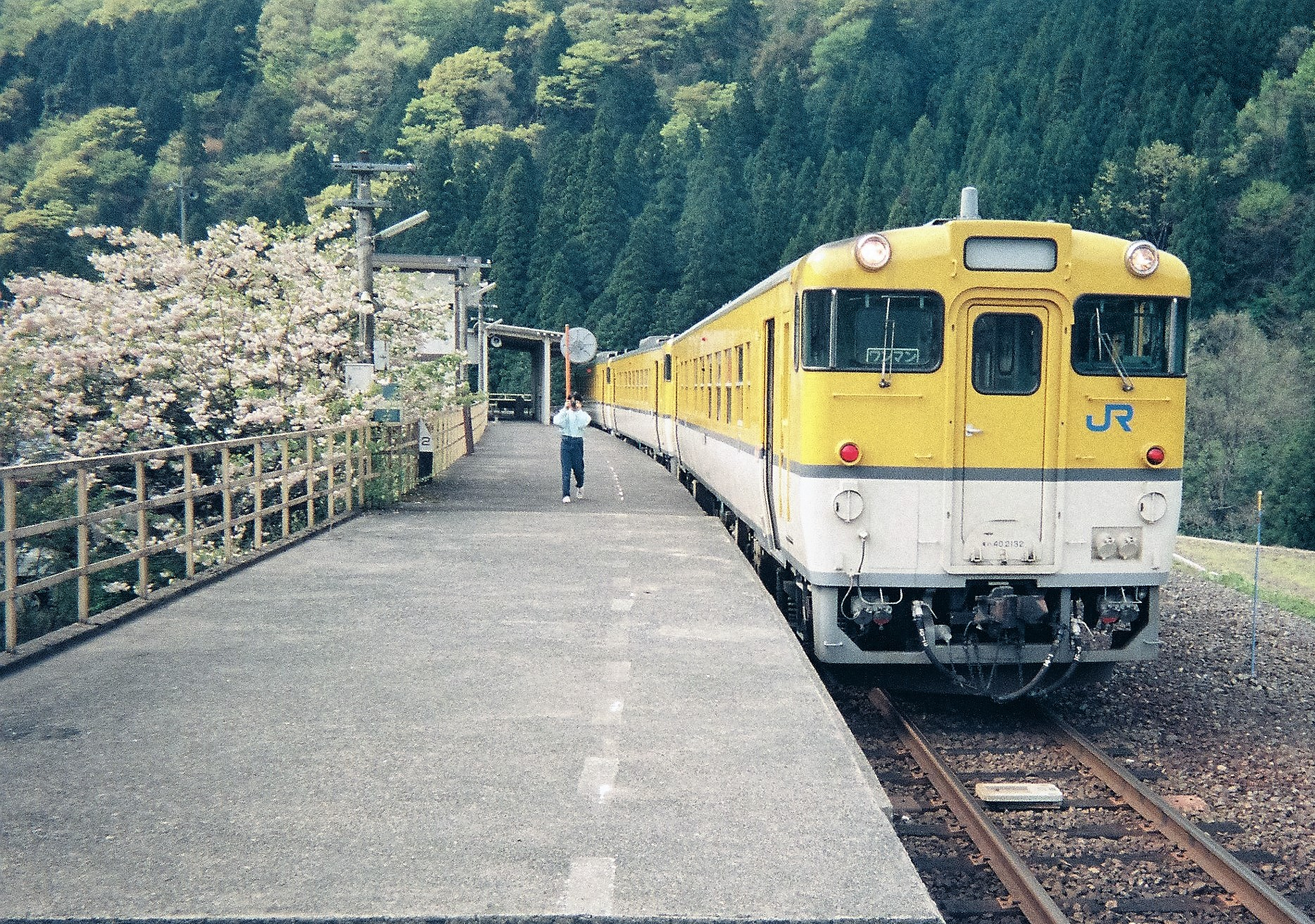
在月台停靠中的列車（1999年5月）

此站是地面車站，設有1面1線的單式月台。車站北邊路軌終端部分設置了第4種止衝擋。另外，在本線外側設有1條側線，而本線兩端各自連接側線的分支，各分支延長數米，中間大部分路軌已經撤走。
站舍是一棟大型兩層高混凝土建築，屋頂傾斜。站舍配合觀光地三段峽入口站的形象。此站在廢除前都是簡易委託車站。職員會在站內售票處發售粉红色的常備軟券。

## 車站周邊

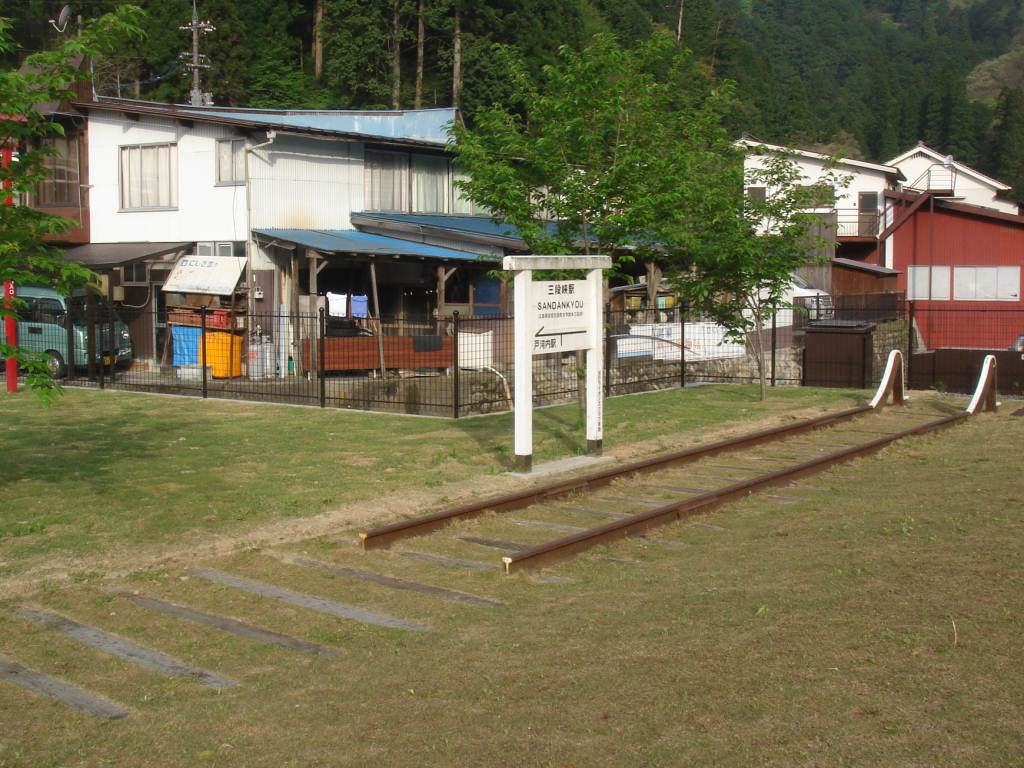
車站遺址紀念碑（2010年5月）

在車站前為三段峽遠足路線入口（三段峽正面口）。從此站步行至三段瀑布需時2小時。另外，車站旁設有柴木川流過。車站附近設有土產店、餐廳和宿泊設施等觀光設施。
曾經在站舍旁設置了一架蒸氣機車（C11 189號機）作靜態保存。在可部線部分路段廢除後，該機車被遷移至廣島縣安藝郡府中町的廣島麒麟啤酒公園（Diamond City Soleil，現時：AEON Mall廣島府中）內。

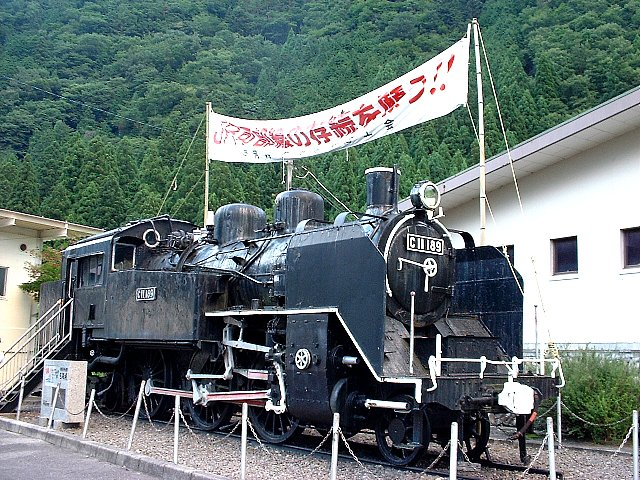
在三段峽站前保存中的C11-189
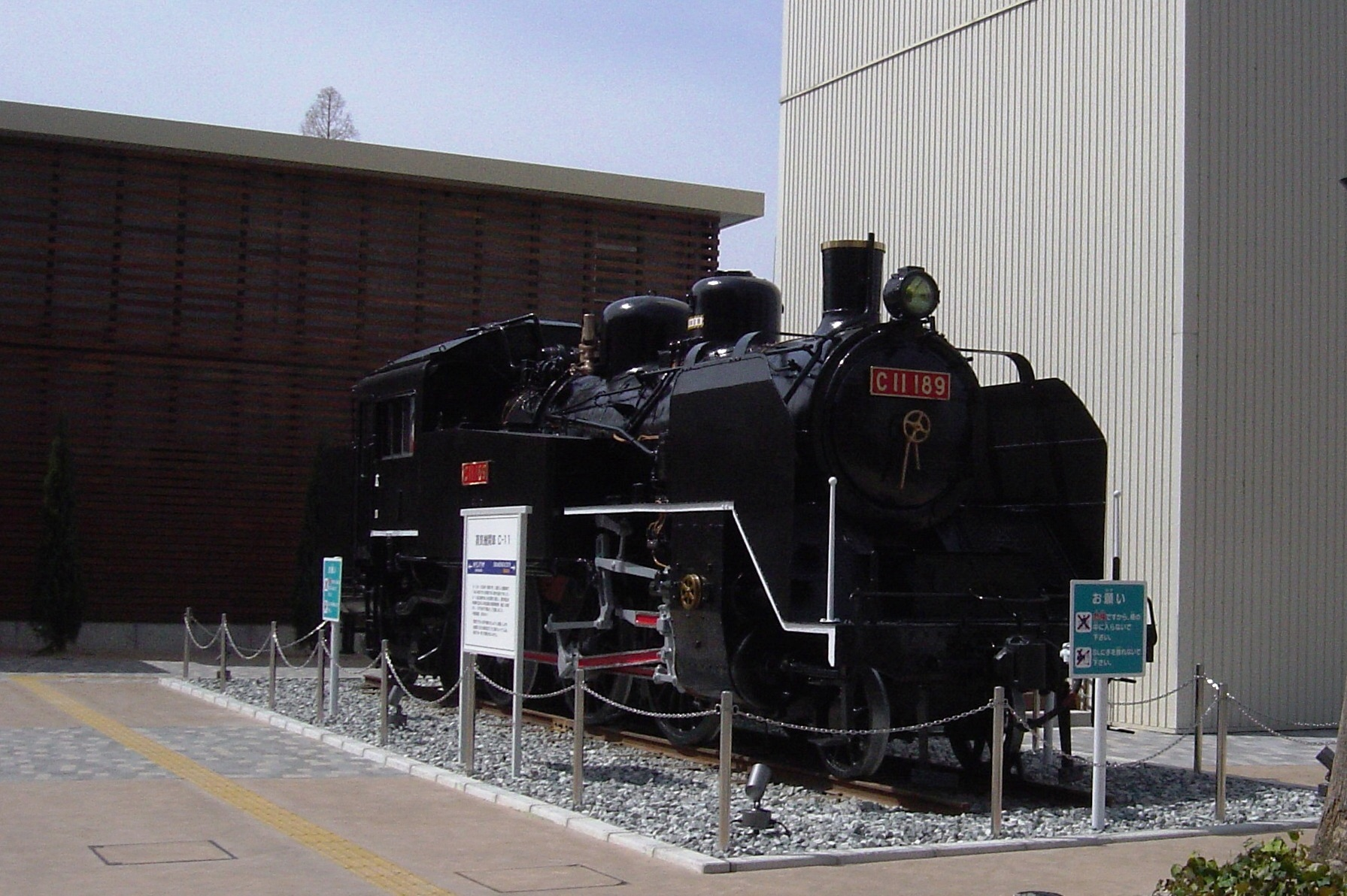
遷移至AEON Mall廣島府中的C11-189

## 相鄰車站
西日本旅客鐵道（JR西日本）
可部線
戶河內－三段峽
今福線（未成線）
三段峽－橋山

## 注腳

## 相關項目
- 日本鐵路車站列表 Sa